# The Next Gentleman (mùa 2)
The Next Gentleman – Quý Ông Hoàn Mỹ 2024 là mùa thứ hai được phát sóng trên kênh YouTube, VTVcab và VieON vào ngày 2 tháng 8 năm 2024. Format mùa này hoàn toàn mới, trò chơi sinh tồn và không còn vai trò mentor như mùa trước, thay vào đó vai trò mới là supporter.
Ban giám khảo gồm Dược sĩ Tiến, Hương Giang, Alex Fox, Hữu Long, và dàn supporter gồm Hoàng Thùy, Hương Ly, Lê Thu Trang, Mai Ngô, Mâu Thủy, Như Vân.
Giải thưởng của mùa thứ hai là tiền mặt trị giá 100.000.000đ cho á quân 2, 150.000.000đ cho á quân 1 và 400.000.000đ cho quán quân.
Người chiến thắng trong cuộc thi là Nguyễn Xuân Thắng, 23 tuổi, đến từ Hà Nội.

## Các thí sinh
(Tuổi tính từ ngày dự thi)
| Thí sinh                      | Tuổi | Chiều cao               | Quê quán              | Team         | Dừng chân | Hạng |
| ----------------------------- | ---- | ----------------------- | --------------------- | ------------ | --------- | ---- |
| Hứa Quý Long                  | 1991 | 1,80 m (5 ft 11 in)     | Thành phố Hồ Chí Minh | Lê Thu Trang | Tập 2     | 24   |
| Nguyễn Đình Pháp              | 2001 | 1,80 m (5 ft 11 in)     | Thái Nguyên           | Luân phiên   | Tập 2     | 23   |
| Đoàn Bảo Ân (Đoàn Mạnh Hoàng) | 1993 | 1,86 m (6 ft 1 in)      | Bắc Ninh              | Hoàng Thùy   | Tập 3     | 22   |
| Nhâm Phương Nam               | 1994 | 1,82 m (5 ft 11+1⁄2 in) | Hà Nội                | Như Vân      | Tập 4     | 21   |
| Đinh Công Đoàn                |      |                         | Hà Nội                | Luân phiên   | Tập 4     | 20   |
| Nguyễn Xuân Đạt               | 1992 | 1,84 m (6 ft 1⁄2 in)    | Hà Nội                | Luân phiên   | Tập 5     | 19   |
| Nguyễn Hoàng Sơn              | 1995 | 1,83 m (6 ft 0 in)      | An Giang              | Luân phiên   | Tập 5     | 18   |
| Khoai Vũ (Vũ Đình Khoái)      | 1997 | 1,85 m (6 ft 1 in)      | Hà Nội                | Hoàng Thùy   | Tập 6     | 17   |
| Trần Phước Nguyên             | 1997 | 1,90 m (6 ft 3 in)      | Cần Thơ               | Lê Thu Trang | Tập 6     | 16   |
| Nguyễn Thành Chung            | 2001 | 1,83 m (6 ft 0 in)      | Đồng Nai              | Luân phiên   | Tập 7     | 15   |
| Hồ Thái Tài                   | 2001 | 1,84 m (6 ft 1⁄2 in)    | Thành phố Hồ Chí Minh | Luân phiên   | Tập 8     | 14–6 |
| Lưu Cao Phát                  | 1998 | 1,78 m (5 ft 10 in)     | Thành phố Hồ Chí Minh | Luân phiên   | Tập 8     | 14–6 |
| Nguyễn An Duy                 | 1997 | 1,73 m (5 ft 8 in)      | Bình Định             | Luân phiên   | Tập 8     | 14–6 |
| Tạ Công Phát                  | 1995 | 1,85 m (6 ft 1 in)      | Quảng Ngãi            | Luân phiên   | Tập 8     | 14–6 |
| Trần Lê Vĩnh Đam              | 2004 | 1,93 m (6 ft 4 in)      | Thành phố Hồ Chí Minh | Luân phiên   | Tập 8     | 14–6 |
| Võ Minh Thoại                 | 1993 | 1,84 m (6 ft 1⁄2 in)    | Vĩnh Long             | Luân phiên   | Tập 8     | 14–6 |
| Alex Kim                      |      |                         | Hàn Quốc              | Hương Ly     | Tập 8     | 14–6 |
| Hoàng Minh Hưng               | 1998 |                         | Yên Bái               | Mâu Thủy     | Tập 8     | 14–6 |
| Ngô Việt Hoàng                |      |                         | Hòa Bình              | Như Vân      | Tập 8     | 14–6 |
| Hóa Trần (Trần Duy Hóa)       | 2001 | 1,75 m (5 ft 9 in)      | Huế                   | Mai Ngô      | Tập 8     | 5–4  |
| Lê Hoàng Long                 | 2001 | 1,81 m (5 ft 11+1⁄2 in) | Bình Định             | Mâu Thủy     | Tập 8     | 5–4  |
| Kang Chul (Nguyễn Văn Phương) | 2000 | 1,79 m (5 ft 10+1⁄2 in) | Quảng Bình            | Mai Ngô      | Tập 8     | 3    |
| Chip Nguyễn                   | 1995 | 1,77 m (5 ft 9+1⁄2 in)  | Thành phố Hồ Chí Minh | Luân phiên   | Tập 8     | 2    |
| Nguyễn Xuân Thắng             | 2001 | 1,80 m (5 ft 11 in)     | Hà Nội                | Hương Ly     | Tập 8     | 1    |

## Các tập
| TT. tổng thể | TT. trong mùa phim | Tiêu đề                                  | Ngày phát hành gốc  |
| --- | ------------------ | ---------------------------------------- | ------------------- |
| 9 | 1                  | "Các supporter đại chiến"                | 2 tháng 8 năm 2024  |
| Thí sinh chiến thắng vòng bình chọn được đặc cách qua vòng casting trực tiếp và nhận được một đặc quyền bất ngờ ở vòng tiếp theo. Team cố định của mỗi supporter chọn chỉ nhận được 2 thí sinh và team luân phiên do giám khảo chọn là thí sinh tự do. - Thí sinh chiến thắng vòng bình chọn online: Đoàn Bảo Ân - Team Hoàng Thùy: Đoàn Bảo Ân, Khoai Vũ - Team Hương Ly: Alex Kim, Nguyễn Xuân Thắng - Team Lê Thu Trang: Hứa Quý Long, Trần Phước Nguyên - Team Mai Ngô: Hóa Trần, Kang Chul - Team Mâu Thủy: Hoàng Minh Hưng, Lê Hoàng Long - Team Như Vân: Ngô Việt Hoàng, Nhâm Phương Nam - Team luân phiên: Chip Nguyễn, Đinh Công Đoàn, Hồ Thái Tài, Lưu Cao Phát, Nguyễn An Duy, Nguyễn Đình Pháp, Nguyễn Hoàng Sơn, Nguyễn Thành Chung, Nguyễn Xuân Đạt, Tạ Công Phát, Trần Lê Vĩnh Đam, Võ Minh Thoại - Giám khảo khách mời: DJ Matoom & Lukkade |                    |                                          |                     |
| 10 | 2                  | "Thử thách chụp ảnh Bodycombat"          | 9 tháng 8 năm 2024  |
| Các supporter bốc thăm để tham gia thử thách chính là Hoàng Thùy, Hương Ly, Mai Ngô và Như Vân, trong khi đó Lê Thu Trang và Mâu Thủy gửi thí sinh vào các đội khác và chỉ được quyền quan sát toàn bộ thử thách, còn team luân phiên được chia đều vào các đội khác. Supporter Hương Ly của đội chiến thắng chọn team Mai Ngô tiếp tục thử thách ở tập sau. - Chiến thắng thử thách phụ: Chip Nguyễn - Giải thưởng: 20.000.000₫ - Chiến thắng thử thách chính: Team Hương Ly (Alex Kim, Nguyễn Hoàng Sơn, Nguyễn Thành Chung, Nguyễn Xuân Thắng, Tạ Công Phát & Võ Minh Thoại) - Giải thưởng: 50.000.000₫ - Thí sinh vào vòng loại trừ: Hứa Quý Long, Lê Hoàng Long, Lưu Cao Phát, Ngô Việt Hoàng, Nguyễn Đình Pháp & Nhâm Phương Nam - Thí sinh bị loại: Hứa Quý Long & Nguyễn Đình Pháp - Giám khảo khách mời: DJ Matoom & Marco                         |                    |                                          |                     |
| 11 | 3                  | "Thử thách chụp ảnh trên không"          | 16 tháng 8 năm 2024 |
| Supporter Lê Thu Trang của đội chiến thắng chọn team Mai Ngô tiếp tục thử thách ở tập sau. - Chiến thắng thử thách phụ: Ngô Việt Hoàng - Giải thưởng: 20.000.000₫ - Chiến thắng thử thách chính: Team Lê Thu Trang (Đinh Công Đoàn, Nguyễn Xuân Đạt, Trần Lê Vĩnh Đam, Trần Phước Nguyên & Võ Minh Thoại) - Giải thưởng: 50.000.000₫ - Thí sinh vào vòng loại trừ: Alex Kim, Đinh Công Đoàn, Đoàn Bảo Ân, Hồ Thái Tài, Lưu Cao Phát & Nguyễn Xuân Thắng - Thí sinh bị loại: Đoàn Bảo Ân & Hồ Thái Tài - Giám khảo khách mời: Moo Asava & Thu Trang |                    |                                          |                     |
| 12 | 4                  | "Thử thách chụp ảnh bàn tiệc trên không" | 23 tháng 8 năm 2024 |
| Team Lê Thu Trang và team Mai Ngô có điểm bằng nhau nên giám khảo giao cho 2 supporter Hoàng Thùy và Như Vân vote, cả 2 supporter đã thống nhất chọn team Mai Ngô chiến thắng. Supporter Mai Ngô giao cho các thí sinh của đội chiến thắng vote, các thí sinh đã chọn team Như Vân tiếp tục thử thách ở tập sau. - Chiến thắng thử thách phụ: Nguyễn Xuân Thắng - Giải thưởng: 20.000.000₫ - Chiến thắng thử thách chính: Team Mai Ngô (Hóa Trần, Hoàng Minh Hưng, Kang Chul, Lê Hoàng Long & Nguyễn Xuân Thắng) - Giải thưởng: 50.000.000₫ - Thí sinh vào vòng loại trừ: Đinh Công Đoàn, Ngô Việt Hoàng, Nguyễn Xuân Đạt, Nhâm Phương Nam & Võ Minh Thoại - Thí sinh bị loại: Nhâm Phương Nam & Đinh Công Đoàn - Giám khảo khách mời: Moo Asava & Thu Trang                                                                                                |                    |                                          |                     |
| 13 | 5                  | "Thử thách chụp ảnh lấy cảm hứng từ gốm" | 30 tháng 8 năm 2024 |
| Supporter Hoàng Thùy có vấn đề về sức khỏe nên người mẫu Fuji Nguyễn thay cô làm đại diện cho team Hoàng Thùy. Supporter Như Vân của đội chiến thắng chọn team Mâu Thủy tiếp tục thử thách ở tập sau. - Chiến thắng thử thách phụ: Nguyễn Hoàng Sơn - Giải thưởng: 20.000.000₫ - Chiến thắng thử thách chính: Team Như Vân (Chip Nguyễn, Lưu Cao Phát, Ngô Việt Hoàng, Nguyễn An Duy & Trần Phước Nguyên) - Giải thưởng: 50.000.000₫ - Thí sinh vào vòng loại trừ: Alex Kim, Nguyễn Hoàng Sơn, Nguyễn Thành Chung, Nguyễn Xuân Đạt, Nguyễn Xuân Thắng, Trần Lê Vĩnh Đam & Võ Minh Thoại - Thí sinh bị loại: Nguyễn Xuân Đạt & Nguyễn Hoàng Sơn - Giám khảo khách mời: Moo Asava & Thu Trang |                    |                                          |                     |
| 14 | 6                  | "Căng thẳng cùng tiệc tân hôn"           | 6 tháng 9 năm 2024  |
| Host Dược sĩ Tiến không có mặt tập này, còn Alex Fox không có mặt tại phòng đánh giá do vấn đề về dạ dày. Supporter Mâu Thủy của đội chiến thắng chọn team Như Vân tiếp tục thử thách ở tập sau. 2 supporter Hoàng Thùy và Lê Thu Trang bị loại khỏi cuộc chơi. - Chiến thắng thử thách phụ: Nguyễn An Duy - Giải thưởng: 20.000.000₫ - Chiến thắng thử thách chính: Team Mâu Thủy (Hoàng Minh Hưng, Lê Hoàng Long, Tạ Công Phát & Trần Lê Vĩnh Đam) - Giải thưởng: 50.000.000₫ - Thí sinh vào vòng loại trừ: Khoai Vũ, Lưu Cao Phát, Nguyễn An Duy, Nguyễn Thành Chung, Trần Phước Nguyên & Trần Lê Vĩnh Đam - Thí sinh bị loại: Khoai Vũ & Trần Phước Nguyên - Giám khảo khách mời: DJ Matoom & Thu Trang |                    |                                          |                     |
| 15 | 7                  | "Bán kết"                                | 13 tháng 9 năm 2024 |
| Host Dược sĩ Tiến và giám khảo Alex Fox không có mặt tập này. - Chiến thắng thử thách phụ: Chip Nguyễn - Giải thưởng: 20.000.000₫ - Chiến thắng thử thách chính: Team Như Vân (Lưu Cao Phát, Ngô Việt Hoàng & Trần Lê Vĩnh Đam) - Giải thưởng: 50.000.000₫ - Chiến thắng chung cuộc: Team luân phiên - Giải thưởng: 300.000.000₫ - Thí sinh vào vòng loại trừ: Alex Kim, Chip Nguyễn, Hoàng Minh Hưng, Nguyễn Thành Chung, Nguyễn Xuân Thắng, Tạ Công Phát & Võ Minh Thoại - Thí sinh bị loại: Nguyễn Thành Chung & Alex Kim - Giám khảo khách mời: DJ Matoom, Hansel Hiển Trần & Thu Trang |                    |                                          |                     |
| 16 | 8                  | "Chung kết"                              | 2 tháng 11 năm 2024 |
| - Thí sinh được yêu thích nhất nhờ bình chọn từ khán giả: Alex Kim & Hồ Thái Tài - Support & đội chiến thắng: Team Hương Ly - Quán quân: Nguyễn Xuân Thắng - Á quân 1: Chip Nguyễn - Á quân 2: Kang Chul - Thí sinh bị loại: - Top 14: Alex Kim, Hoàng Minh Hưng, Hồ Thái Tài, Lưu Cao Phát, Ngô Việt Hoàng, Nguyễn An Duy, Tạ Công Phát, Trần Lê Vĩnh Đam & Võ Minh Thoại - Top 5: Hóa Trần & Lê Hoàng Long - Giám khảo khách mời: Khuất Năng Vĩnh |                    |                                          |                     |

## Tóm tắt

### Bảng loại trừ
| Thứ tự | Tập          | Tập          | Tập          | Tập          | Tập          | Tập         | Tập                                                                              | Tập                 | Tập         | Tập |
| Thứ tự | 2            | 3            | 4            | 5            | 6            | 7           | 8                                                                                | 8                   | 8           |     |
| ------ | ------------ | ------------ | ------------ | ------------ | ------------ | ----------- | -------------------------------------------------------------------------------- | ------------------- | ----------- | --- |
| 1      | Công Phát    | Hoàng Long   | Thành Chung  | Phước Nguyên | Việt Hoàng   | Cao Phát    | Hoàng Long                                                                       | Chip Nguyễn         | Xuân Thắng  |     |
| 2      | Hóa Trần     | Minh Thoại   | Phước Nguyên | Chip Nguyễn  | Hoàng Long   | Hoàng Long  | Kang Chul                                                                        | Xuân Thắng          | Chip Nguyễn |     |
| 3      | Xuân Thắng   | Hóa Trần     | Xuân Thắng   | Cao Phát     | Alex         | Việt Hoàng  | Xuân Thắng                                                                       | Kang Chul           | Kang Chul   |     |
| 4      | Bảo Ân       | Kang Chul    | Cao Phát     | Việt Hoàng   | Kang Chul    | An Duy      | Chip Nguyễn                                                                      | Hoàng Long Hóa Trần |             |     |
| 5      | An Duy       | Phước Nguyên | Hóa Trần     | An Duy       | Hóa Trần     | Kang Chul   | Hóa Trần                                                                         | Hoàng Long Hóa Trần |             |     |
| 6      | Khoai Vũ     | Xuân Đạt     | Minh Hưng    | Khoai Vũ     | Công Phát    | Vĩnh Đam    | Alex An Duy Cao Phát Công Phát Minh Hưng Minh Thoại Thái Tài Việt Hoàng Vĩnh Đam |                     |             |     |
| 7      | Hoàng Sơn    | Khoai Vũ     | Chip Nguyễn  | Hóa Trần     | Minh Hưng    | Hóa Trần    | Alex An Duy Cao Phát Công Phát Minh Hưng Minh Thoại Thái Tài Việt Hoàng Vĩnh Đam |                     |             |     |
| 8      | Chip Nguyễn  | Thành Chung  | Vĩnh Đam     | Hoàng Long   | An Duy       | Chip Nguyễn | Alex An Duy Cao Phát Công Phát Minh Hưng Minh Thoại Thái Tài Việt Hoàng Vĩnh Đam |                     |             |     |
| 9      | Xuân Đạt     | Việt Hoàng   | An Duy       | Xuân Thắng   | Minh Thoại   | Công Phát   | Alex An Duy Cao Phát Công Phát Minh Hưng Minh Thoại Thái Tài Việt Hoàng Vĩnh Đam |                     |             |     |
| 10     | Thái Tài     | Vĩnh Đam     | Kang Chul    | Công Phát    | Xuân Thắng   | Minh Thoại  | Alex An Duy Cao Phát Công Phát Minh Hưng Minh Thoại Thái Tài Việt Hoàng Vĩnh Đam |                     |             |     |
| 11     | Công Đoàn    | Phương Nam   | Khoai Vũ     | Minh Hưng    | Chip Nguyễn  | Minh Hưng   | Alex An Duy Cao Phát Công Phát Minh Hưng Minh Thoại Thái Tài Việt Hoàng Vĩnh Đam |                     |             |     |
| 12     | Thành Chung  | An Duy       | Alex         | Kang Chul    | Thành Chung  | Xuân Thắng  | Alex An Duy Cao Phát Công Phát Minh Hưng Minh Thoại Thái Tài Việt Hoàng Vĩnh Đam |                     |             |     |
| 13     | Vĩnh Đam     | Công Phát    | Hoàng Sơn    | Alex         | Cao Phát     | Alex        | Alex An Duy Cao Phát Công Phát Minh Hưng Minh Thoại Thái Tài Việt Hoàng Vĩnh Đam |                     |             |     |
| 14     | Minh Hưng    | Alex         | Công Phát    | Vĩnh Đam     | Vĩnh Đam     | Thành Chung | Alex An Duy Cao Phát Công Phát Minh Hưng Minh Thoại Thái Tài Việt Hoàng Vĩnh Đam |                     |             |     |
| 15     | Minh Thoại   | Minh Hưng    | Hoàng Long   | Thành Chung  | Phước Nguyên |             |                                                                                  |                     |             |     |
| 16     | Kang Chul    | Chip Nguyễn  | Xuân Đạt     | Minh Thoại   | Khoai Vũ     |             |                                                                                  |                     |             |     |
| 17     | Phước Nguyên | Hoàng Sơn    | Minh Thoại   | Hoàng Sơn    |              |             |                                                                                  |                     |             |     |
| 18     | Alex         | Xuân Thắng   | Việt Hoàng   | Xuân Đạt     |              |             |                                                                                  |                     |             |     |
| 19     | Cao Phát     | Cao Phát     | Công Đoàn    |              |              |             |                                                                                  |                     |             |     |
| 20     | Phương Nam   | Công Đoàn    | Phương Nam   |              |              |             |                                                                                  |                     |             |     |
| 21     | Việt Hoàng   | Thái Tài     |              |              |              |             |                                                                                  |                     |             |     |
| 22     | Hoàng Long   | Bảo Ân       |              |              |              |             |                                                                                  |                     |             |     |
| 23     | Đình Pháp    |              |              |              |              |             |                                                                                  |                     |             |     |
| 24     | Quý Long     |              |              |              |              |             |                                                                                  |                     |             |     |

     Thí sinh có nguy cơ bị loại nhưng được thí sinh chiến thắng đầu bảng cao nhất cứu
     Thí sinh có nguy cơ bị loại
     Thí sinh bị loại
     Thí sinh ban đầu bị loại nhưng được cứu
     Thí sinh á quân 2
     Thí sinh á quân 1
     Thí sinh quán quân The Next Gentleman
1. ↑  Trong tập 2, thí sinh chiến thắng đầu bảng cao nhất Công Phát cứu Cao Phát & Phương Nam. Việt Hoàng được an toàn nhờ thử thách vòng loại. Supporter Hương Ly của đội chiến thắng loại Quý Long, còn co-host Hương Giang loại Đình Pháp.
2. ↑  Trong tập 3, thí sinh chiến thắng đầu bảng cao nhất Hoàng Long hoán đổi hạng 14 của Công Đoàn và cứu Alex. Supporter Lê Thu Trang của đội chiến thắng loại Bảo Ân, còn co-host Hương Giang loại Thái Tài.
3. ↑  Trong tập 4, host Dược sĩ Tiến cứu Xuân Đạt, supporter Mai Ngô của đội chiến thắng loại Phương Nam, còn thí sinh chiến thắng đầu bảng cao nhất Thành Chung loại Công Đoàn.
4. ↑  Trong tập 5, thí sinh chiến thắng đầu bảng cao nhất Phước Nguyên hoán đổi hạng 13 của Thành Chung và cứu Alex và tiếp tục hoán đổi hạng 9 của Xuân Đạt và cứu Xuân Thắng. Supporter Như Vân của đội chiến thắng loại Xuân Đạt, còn host Dược sĩ Tiến loại Hoàng Sơn.
5. ↑  Trong tập 6, thí sinh chiến thắng đầu bảng cao nhất Việt Hoàng hoán đổi hạng 8 của Vĩnh Đam và cứu An Duy và tiếp tục hoán đổi hạng 12 của Khoai Vũ và cứu Thành Chung. Cao Phát được an toàn nhờ thử thách vòng loại. Supporter Mâu Thủy của đội chiến thắng loại Khoai Vũ, còn giám khảo DJ Matoom loại Phước Nguyên.
6. ↑  Trong tập 7, thí sinh chiến thắng đầu bảng cao nhất Cao Phát cứu Chip Nguyễn & Công Phát và loại Xuân Thắng. Minh Thoại được an toàn nhờ thử thách vòng loại. Supporter Như Vân của đội chiến thắng loại Thành Chung, ban giám khảo quyết định cứu Xuân Thắng quay trở lại và co-host Hương Giang loại Alex.

### Thử thách chụp ảnh
- Tập 2: Nhảy kiểu Body Combat
- Tập 3: Chạm tay trên không
- Tập 4: Bữa tiệc trên không
- Tập 5: Tạo dáng trên cột cao
- Tập 6: Tiệc tân hôn trong gió tuyết
- Tập 7: Tạo dáng trong môn leo núi

### Bảng điểm team
| Supporter    | Tập | Tập | Tập | Tập | Tập | Tập  |
| Supporter    | 2   | 3   | 4   | 5   | 6   | 7    |
| ------------ | --- | --- | --- | --- | --- | ---- |
| Hoàng Thùy   | 15  | —   | 11  | —   | 10  |      |
| Hương Ly     | 21  | 2,4 | —   | 5   | —   | 1,25 |
| Lê Thu Trang | —   | 4,8 | 15  | —   | 9   |      |
| Mai Ngô      | 19  | 4,6 | 15  | 6   | —   | 2,5  |
| Mâu Thủy     | —   | 2,8 | —   | 10  | 16  | 1,6  |
| Như Vân      | 14  | —   | 0   | 18  | 15  | 2,6  |

### Bảng điểm thí sinh
| Team       | Thí sinh     | Giám khảo    | Giám khảo   | Giám khảo | Giám khảo | Giám khảo | Giám khảo | Tổng điểm |
| Team       | Thí sinh     | Dược sĩ Tiến | Hương Giang | Alex Fox  | Hữu Long  | DJ Matoom | Marco     | Tổng điểm |
| ---------- | ------------ | ------------ | ----------- | --------- | --------- | --------- | --------- | --------- |
| Như Vân    | Quý Long     | ☑            | Không       | ☑         | Không     | Không     | Không     | 2         |
| Như Vân    | Hoàng Long   | ☑            | ☑           | Không     | ☑         | ☑         | Không     | 4         |
| Như Vân    | Phương Nam   | ☑            | ☑           | ☑         | ☑         | ☑         | ☑         | 6         |
| Như Vân    | Đình Pháp    | Không        | Không       | Không     | Không     | Không     | Không     | 0         |
| Như Vân    | Cao Phát     | Không        | Không       | Không     | Không     | Không     | Không     | 0         |
| Như Vân    | Việt Hoàng   | Không        | ☑           | ☑         | Không     | Không     | Không     | 2         |
| Như Vân    | Team         | Không        | Không       | Không     | Không     | Không     | Không     | 0         |
| Như Vân    | Tổng điểm    | Tổng điểm    | Tổng điểm   | Tổng điểm | Tổng điểm | Tổng điểm | Tổng điểm | 14        |
| Mai Ngô    | Hóa Trần     | ☑            | ☑           | ☑         | ☑         | ☑         | ☑         | 6         |
| Mai Ngô    | Kang Chul    | Không        | Không       | Không     | Không     | ☑         | Không     | 1         |
| Mai Ngô    | Công Đoàn    | Không        | Không       | Không     | Không     | ☑         | Không     | 1         |
| Mai Ngô    | Vĩnh Đam     | Không        | Không       | ☑         | Không     | Không     | Không     | 1         |
| Mai Ngô    | An Duy       | Không        | ☑           | ☑         | ☑         | ☑         | Không     | 4         |
| Mai Ngô    | Chip Nguyễn  | Không        | ☑           | Không     | Không     | ☑         | Không     | 2         |
| Mai Ngô    | Team         | Không        | ☑           | ☑         | Không     | ☑         | ☑         | 4         |
| Mai Ngô    | Tổng điểm    | Tổng điểm    | Tổng điểm   | Tổng điểm | Tổng điểm | Tổng điểm | Tổng điểm | 19        |
| Hoàng Thùy | Khoai Vũ     | ☑            | Không       | Không     | Không     | ☑         | ☑         | 3         |
| Hoàng Thùy | Bảo Ân       | ☑            | ☑           | ☑         | ☑         | Không     | ☑         | 5         |
| Hoàng Thùy | Thái Tài     | Không        | ☑           | ☑         | Không     | Không     | Không     | 2         |
| Hoàng Thùy | Xuân Đạt     | ☑            | Không       | ☑         | Không     | Không     | Không     | 2         |
| Hoàng Thùy | Phước Nguyên | Không        | Không       | Không     | Không     | Không     | Không     | 0         |
| Hoàng Thùy | Minh Hưng    | Không        | Không       | Không     | Không     | Không     | Không     | 0         |
| Hoàng Thùy | Team         | ☑            | ☑           | Không     | Không     | Không     | ☑         | 3         |
| Hoàng Thùy | Tổng điểm    | Tổng điểm    | Tổng điểm   | Tổng điểm | Tổng điểm | Tổng điểm | Tổng điểm | 15        |
| Hương Ly   | Alex         | Không        | Không       | Không     | Không     | Không     | Không     | 0         |
| Hương Ly   | Thành Chung  | Không        | Không       | ☑         | Không     | Không     | Không     | 1         |
| Hương Ly   | Hoàng Sơn    | Không        | Không       | ☑         | ☑         | ☑         | Không     | 3         |
| Hương Ly   | Xuân Thắng   | ☑            | ☑           | ☑         | ☑         | ☑         | ☑         | 6         |
| Hương Ly   | Minh Thoại   | Không        | Không       | Không     | Không     | Không     | Không     | 0         |
| Hương Ly   | Công Phát    | ☑            | ☑           | ☑         | ☑         | ☑         | ☑         | 6         |
| Hương Ly   | Team         | ☑            | Không       | ☑         | ☑         | ☑         | ☑         | 5         |
| Hương Ly   | Tổng điểm    | Tổng điểm    | Tổng điểm   | Tổng điểm | Tổng điểm | Tổng điểm | Tổng điểm | 21        |

| Team         | Thí sinh     | Giám khảo    | Giám khảo   | Giám khảo | Giám khảo | Giám khảo | Giám khảo | Tổng điểm |
| Team         | Thí sinh     | Dược sĩ Tiến | Hương Giang | Alex Fox  | Hữu Long  | Moo Asava | Thu Trang | Tổng điểm |
| ------------ | ------------ | ------------ | ----------- | --------- | --------- | --------- | --------- | --------- |
| Hương Ly     | Cao Phát     | ☑            | ☑           | Không     | ☑         | ☑         | ☑         | 5         |
| Hương Ly     | Xuân Thắng   | Không        | ☑           | ☑         | ☑         | ☑         | ☑         | 5         |
| Hương Ly     | Alex         | Không        | Không       | Không     | Không     | Không     | Không     | 0         |
| Hương Ly     | Thái Tài     | Không        | Không       | ☑         | Không     | ☑         | Không     | 2         |
| Hương Ly     | Bảo Ân       | Không        | Không       | Không     | Không     | Không     | Không     | 0         |
| Hương Ly     | Tổng điểm    | Tổng điểm    | Tổng điểm   | Tổng điểm | Tổng điểm | Tổng điểm | Tổng điểm | 12        |
| Lê Thu Trang | Vĩnh Đam     | ☑            | ☑           | ☑         | Không     | ☑         | ☑         | 5         |
| Lê Thu Trang | Minh Thoại   | ☑            | ☑           | ☑         | ☑         | ☑         | ☑         | 6         |
| Lê Thu Trang | Phước Nguyên | ☑            | ☑           | ☑         | ☑         | ☑         | ☑         | 6         |
| Lê Thu Trang | Xuân Đạt     | ☑            | ☑           | ☑         | ☑         | ☑         | ☑         | 6         |
| Lê Thu Trang | Công Đoàn    | ☑            | Không       | Không     | Không     | Không     | Không     | 1         |
| Lê Thu Trang | Tổng điểm    | Tổng điểm    | Tổng điểm   | Tổng điểm | Tổng điểm | Tổng điểm | Tổng điểm | 24        |
| Mâu Thủy     | Phương Nam   | ☑            | Không       | ☑         | Không     | ☑         | ☑         | 4         |
| Mâu Thủy     | Minh Hưng    | Không        | ☑           | Không     | Không     | Không     | Không     | 1         |
| Mâu Thủy     | Chip Nguyễn  | Không        | Không       | Không     | Không     | Không     | Không     | 0         |
| Mâu Thủy     | Khoai Vũ     | ☑            | ☑           | ☑         | ☑         | ☑         | ☑         | 6         |
| Mâu Thủy     | Hoàng Sơn    | Không        | Không       | Không     | Không     | Không     | Không     | 0         |
| Mâu Thủy     | Hoàng Long   | ☑            | ☑           | ☑         | ☑         | ☑         | ☑         | 6         |
| Mâu Thủy     | Tổng điểm    | Tổng điểm    | Tổng điểm   | Tổng điểm | Tổng điểm | Tổng điểm | Tổng điểm | 17        |
| Mai Ngô      | An Duy       | Không        | Không       | Không     | ☑         | ☑         | ☑         | 3         |
| Mai Ngô      | Công Phát    | Không        | ☑           | Không     | ☑         | Không     | Không     | 2         |
| Mai Ngô      | Việt Hoàng   | ☑            | ☑           | ☑         | Không     | ☑         | ☑         | 5         |
| Mai Ngô      | Thành Chung  | ☑            | ☑           | ☑         | ☑         | ☑         | ☑         | 6         |
| Mai Ngô      | Kang Chul    | ☑            | ☑           | ☑         | ☑         | ☑         | ☑         | 6         |
| Mai Ngô      | Hóa Trần     | ☑            | ☑           | ☑         | ☑         | ☑         | ☑         | 6         |
| Mai Ngô      | Tổng điểm    | Tổng điểm    | Tổng điểm   | Tổng điểm | Tổng điểm | Tổng điểm | Tổng điểm | 28        |

| Team         | Thí sinh                                             | Thí sinh   | Giám khảo    | Giám khảo   | Giám khảo | Giám khảo | Giám khảo | Giám khảo | Tổng điểm |
| Team         | Thí sinh                                             | Thí sinh   | Dược sĩ Tiến | Hương Giang | Alex Fox  | Hữu Long  | Moo Asava | Thu Trang | Tổng điểm |
| ------------ | ---------------------------------------------------- | ---------- | ------------ | ----------- | --------- | --------- | --------- | --------- | --------- |
| Lê Thu Trang | An Duy Cao Phát Chip Nguyễn Phước Nguyên Thành Chung | Tấm hình 1 | ☑            | Không       | ☑         | ☑         | Không     | ☑         | 4         |
| Lê Thu Trang | An Duy Cao Phát Chip Nguyễn Phước Nguyên Thành Chung | Tấm hình 2 | ☑            | ☑           | Không     | ☑         | ☑         | ☑         | 5         |
| Lê Thu Trang | An Duy Cao Phát Chip Nguyễn Phước Nguyên Thành Chung | Tấm hình 3 | ☑            | ☑           | ☑         | ☑         | ☑         | ☑         | 6         |
| Lê Thu Trang | Tổng điểm                                            | Tổng điểm  | Tổng điểm    | Tổng điểm   | Tổng điểm | Tổng điểm | Tổng điểm | Tổng điểm | 15        |
| Hoàng Thùy   | Alex Công Phát Hoàng Sơn Khoai Vũ Vĩnh Đam           | Tấm hình 1 | ☑            | ☑           | Không     | ☑         | Không     | ☑         | 4         |
| Hoàng Thùy   | Alex Công Phát Hoàng Sơn Khoai Vũ Vĩnh Đam           | Tấm hình 2 | ☑            | ☑           | Không     | ☑         | ☑         | ☑         | 5         |
| Hoàng Thùy   | Alex Công Phát Hoàng Sơn Khoai Vũ Vĩnh Đam           | Tấm hình 3 | Không        | ☑           | ☑         | Không     | Không     | Không     | 2         |
| Hoàng Thùy   | Tổng điểm                                            | Tổng điểm  | Tổng điểm    | Tổng điểm   | Tổng điểm | Tổng điểm | Tổng điểm | Tổng điểm | 11        |
| Như Vân      | Công Đoàn Minh Thoại Phương Nam Việt Hoàng Xuân Đạt  | Tấm hình 1 | Không        | Không       | Không     | Không     | Không     | Không     | 0         |
| Như Vân      | Công Đoàn Minh Thoại Phương Nam Việt Hoàng Xuân Đạt  | Tấm hình 2 | Không        | Không       | Không     | Không     | Không     | Không     | 0         |
| Như Vân      | Công Đoàn Minh Thoại Phương Nam Việt Hoàng Xuân Đạt  | Tấm hình 3 | Không        | Không       | Không     | Không     | Không     | Không     | 0         |
| Như Vân      | Tổng điểm                                            | Tổng điểm  | Tổng điểm    | Tổng điểm   | Tổng điểm | Tổng điểm | Tổng điểm | Tổng điểm | 0         |
| Mai Ngô      | Hoàng Long Hóa Trần Kang Chul Minh Hưng Xuân Thắng   | Tấm hình 1 | ☑            | ☑           | ☑         | ☑         | ☑         | ☑         | 6         |
| Mai Ngô      | Hoàng Long Hóa Trần Kang Chul Minh Hưng Xuân Thắng   | Tấm hình 2 | ☑            | ☑           | ☑         | Không     | ☑         | ☑         | 5         |
| Mai Ngô      | Hoàng Long Hóa Trần Kang Chul Minh Hưng Xuân Thắng   | Tấm hình 3 | Không        | ☑           | Không     | ☑         | ☑         | ☑         | 4         |
| Mai Ngô      | Tổng điểm                                            | Tổng điểm  | Tổng điểm    | Tổng điểm   | Tổng điểm | Tổng điểm | Tổng điểm | Tổng điểm | 15        |

| Team     | Thí sinh                                            | Thí sinh   | Giám khảo    | Giám khảo   | Giám khảo | Giám khảo | Giám khảo | Giám khảo | Tổng điểm |
| Team     | Thí sinh                                            | Thí sinh   | Dược sĩ Tiến | Hương Giang | Alex Fox  | Hữu Long  | Moo Asava | Thu Trang | Tổng điểm |
| -------- | --------------------------------------------------- | ---------- | ------------ | ----------- | --------- | --------- | --------- | --------- | --------- |
| Mai Ngô  | Công Phát Hóa Trần Kang Chul Khoai Vũ               | Tấm hình 1 | Không        | Không       | Không     | Không     | Không     | Không     | 0         |
| Mai Ngô  | Công Phát Hóa Trần Kang Chul Khoai Vũ               | Tấm hình 2 | Không        | Không       | Không     | Không     | Không     | Không     | 0         |
| Mai Ngô  | Công Phát Hóa Trần Kang Chul Khoai Vũ               | Tấm hình 3 | ☑            | ☑           | ☑         | ☑         | ☑         | ☑         | 6         |
| Mai Ngô  | Tổng điểm                                           | Tổng điểm  | Tổng điểm    | Tổng điểm   | Tổng điểm | Tổng điểm | Tổng điểm | Tổng điểm | 6         |
| Mâu Thủy | Hoàng Long Minh Hưng Thành Chung Xuân Đạt           | Tấm hình 1 | Không        | Không       | Không     | Không     | Không     | Không     | 0         |
| Mâu Thủy | Hoàng Long Minh Hưng Thành Chung Xuân Đạt           | Tấm hình 2 | ☑            | ☑           | Không     | ☑         | Không     | ☑         | 4         |
| Mâu Thủy | Hoàng Long Minh Hưng Thành Chung Xuân Đạt           | Tấm hình 3 | ☑            | ☑           | ☑         | ☑         | ☑         | ☑         | 6         |
| Mâu Thủy | Tổng điểm                                           | Tổng điểm  | Tổng điểm    | Tổng điểm   | Tổng điểm | Tổng điểm | Tổng điểm | Tổng điểm | 10        |
| Hương Ly | Alex Hoàng Sơn Minh Thoại Vĩnh Đam Xuân Thắng       | Tấm hình 1 | Không        | Không       | Không     | Không     | Không     | Không     | 0         |
| Hương Ly | Alex Hoàng Sơn Minh Thoại Vĩnh Đam Xuân Thắng       | Tấm hình 2 | ☑            | ☑           | ☑         | ☑         | Không     | ☑         | 5         |
| Hương Ly | Alex Hoàng Sơn Minh Thoại Vĩnh Đam Xuân Thắng       | Tấm hình 3 | Không        | Không       | Không     | Không     | Không     | Không     | 0         |
| Hương Ly | Tổng điểm                                           | Tổng điểm  | Tổng điểm    | Tổng điểm   | Tổng điểm | Tổng điểm | Tổng điểm | Tổng điểm | 5         |
| Như Vân  | An Duy Cao Phát Chip Nguyễn Phước Nguyên Việt Hoàng | Tấm hình 1 | ☑            | ☑           | ☑         | ☑         | ☑         | ☑         | 6         |
| Như Vân  | An Duy Cao Phát Chip Nguyễn Phước Nguyên Việt Hoàng | Tấm hình 2 | ☑            | ☑           | ☑         | ☑         | ☑         | ☑         | 6         |
| Như Vân  | An Duy Cao Phát Chip Nguyễn Phước Nguyên Việt Hoàng | Tấm hình 3 | ☑            | ☑           | ☑         | ☑         | ☑         | ☑         | 6         |
| Như Vân  | Tổng điểm                                           | Tổng điểm  | Tổng điểm    | Tổng điểm   | Tổng điểm | Tổng điểm | Tổng điểm | Tổng điểm | 18        |

| Team         | Thí sinh     | Giám khảo   | Giám khảo | Giám khảo | Giám khảo | Tổng điểm |
| Team         | Thí sinh     | Hương Giang | Hữu Long  | DJ Matoom | Thu Trang | Tổng điểm |
| ------------ | ------------ | ----------- | --------- | --------- | --------- | --------- |
| Lê Thu Trang | Phước Nguyên | ☑           | ☑         | ☑         | Không     | 3         |
| Lê Thu Trang | Thành Chung  | Không       | Không     | Không     | Không     | 0         |
| Lê Thu Trang | An Duy       | ☑           | ☑         | ☑         | ☑         | 4         |
| Lê Thu Trang | Cao Phát     | ☑           | ☑         | Không     | Không     | 2         |
| Lê Thu Trang | Tổng điểm    | Tổng điểm   | Tổng điểm | Tổng điểm | Tổng điểm | 9         |
| Hoàng Thùy   | Hóa Trần     | ☑           | ☑         | ☑         | ☑         | 4         |
| Hoàng Thùy   | Khoai Vũ     | Không       | Không     | Không     | Không     | 0         |
| Hoàng Thùy   | Minh Thoại   | ☑           | ☑         | ☑         | ☑         | 4         |
| Hoàng Thùy   | Chip Nguyễn  | ☑           | Không     | ☑         | Không     | 2         |
| Hoàng Thùy   | Tổng điểm    | Tổng điểm   | Tổng điểm | Tổng điểm | Tổng điểm | 10        |
| Như Vân      | Việt Hoàng   | ☑           | ☑         | ☑         | ☑         | 4         |
| Như Vân      | Kang Chul    | ☑           | ☑         | ☑         | ☑         | 4         |
| Như Vân      | Alex         | ☑           | ☑         | ☑         | ☑         | 4         |
| Như Vân      | Xuân Thắng   | Không       | ☑         | ☑         | ☑         | 3         |
| Như Vân      | Tổng điểm    | Tổng điểm   | Tổng điểm | Tổng điểm | Tổng điểm | 15        |
| Mâu Thủy     | Minh Hưng    | ☑           | ☑         | ☑         | ☑         | 4         |
| Mâu Thủy     | Công Phát    | ☑           | ☑         | ☑         | ☑         | 4         |
| Mâu Thủy     | Vĩnh Đam     | ☑           | ☑         | ☑         | ☑         | 4         |
| Mâu Thủy     | Hoàng Long   | ☑           | ☑         | ☑         | ☑         | 4         |
| Mâu Thủy     | Tổng điểm    | Tổng điểm   | Tổng điểm | Tổng điểm | Tổng điểm | 16        |

| Team     | Thí sinh    | Giám khảo   | Giám khảo | Giám khảo        | Giám khảo | Tổng điểm |
| Team     | Thí sinh    | Hương Giang | Hữu Long  | Hansel Hiển Trần | Thu Trang | Tổng điểm |
| -------- | ----------- | ----------- | --------- | ---------------- | --------- | --------- |
| Mai Ngô  | Kang Chul   | ☑           | ☑         | ☑                | ☑         | 4         |
| Mai Ngô  | Hóa Trần    | ☑           | Không     | ☑                | Không     | 2         |
| Mai Ngô  | Thành Chung | Không       | Không     | Không            | Không     | 0         |
| Mai Ngô  | An Duy      | ☑           | ☑         | ☑                | ☑         | 4         |
| Mai Ngô  | Tổng điểm   | Tổng điểm   | Tổng điểm | Tổng điểm        | Tổng điểm | 10        |
| Mâu Thủy | Công Phát   | Không       | Không     | Không            | Không     | 0         |
| Mâu Thủy | Hoàng Long  | ☑           | ☑         | ☑                | ☑         | 4         |
| Mâu Thủy | Minh Hưng   | ☑           | Không     | Không            | Không     | 1         |
| Mâu Thủy | Tổng điểm   | Tổng điểm   | Tổng điểm | Tổng điểm        | Tổng điểm | 5         |
| Hương Ly | Minh Thoại  | Không       | Không     | ☑                | ☑         | 2         |
| Hương Ly | Alex        | Không       | Không     | Không            | Không     | 0         |
| Hương Ly | Chip Nguyễn | ☑           | ☑         | ☑                | ☑         | 4         |
| Hương Ly | Xuân Thắng  | Không       | Không     | Không            | Không     | 0         |
| Hương Ly | Tổng điểm   | Tổng điểm   | Tổng điểm | Tổng điểm        | Tổng điểm | 6         |
| Như Vân  | Việt Hoàng  | ☑           | ☑         | ☑                | ☑         | 4         |
| Như Vân  | Vĩnh Đam    | Không       | Không     | Không            | Không     | 0         |
| Như Vân  | Cao Phát    | ☑           | ☑         | ☑                | ☑         | 4         |
| Như Vân  | Tổng điểm   | Tổng điểm   | Tổng điểm | Tổng điểm        | Tổng điểm | 8         |

## Dự thi quốc tế
Chú thích màu
- : Nam vương
- : Á vương
- : Top chung kết
- : Top bán chung kết
- : Được giải thưởng đặc biệt

| Tên          | Cuộc thi                             | Danh hiệu      | Giải thưởng đặc biệt                                                                   |
| ------------ | ------------------------------------ | -------------- | -------------------------------------------------------------------------------------- |
| Tạ Công Phát | Man of the World 2019                | Top 18         | 1 - - Fashion of the World                                                             |
| Tạ Công Phát | Mister Fitness Supermodel World 2023 | Không đạt giải | 3 - - Best Formal Wear - 1st Runner-up Best in National Costume - Best in Sportswear   |
| Đoàn Bảo Ân  | Mister Celebrity International 2024  | Top 5          | 3 - - Best Voice to the World - Top 3 Best National Costume - Top 3 Mister Eco Costume |